# Karangmulyo (Purwodadi)
Karangmulyo is een bestuurslaag in het regentschap Purworejo van de provincie Midden-Java, Indonesië. Karangmulyo telt 733 inwoners (volkstelling 2010).